# رولف غوستافسون
رولف غوستافسون (18 ديسمبر 1906 – 21 سبتمبر 1986) هو ملاكم سويدي راحل، مثّل بلاده في الألعاب الأولمبية الصيفية 1928.

## روابط خارجية
رولف غوستافسون على موقع أوليمبيديا (الإنجليزية)
- رولف غوستافسون على موقع اللجنة الأولمبية السويدية (السويدية)